# Фултон, Пирс
Пирс Фултон (англ. Pierce Fulton, 6 июня 1992, Вермонт, США — 29 апреля 2021) — американский диджей, музыкант, мультиинструменталист и музыкальный продюсер.

## Музыкальная карьера
В 2011 году Фултон выпустил свой дебютный мини-альбом на лейбле Cr2 Records. В 2012 году он принял участие в гастрольном туре с Вольфганг Гартнером. В марте 2014 года Фултон выпустил свой дебютный мини-альбом под названием «Runaway», который занял первое место в чарте «Billboard’s Twitter Emerging Artists».
В 2015 году Фултон начал выпускать музыку на лейбле нидерландского диджея Армина Ван Бюрена — Armada Music. В том же году он запустил сайд-проект под названием «Shirts & Skins» с американским актером и диджеем Энселом Эльгортом. В июле 2016 года Фултон выпустил четыре песни в виде EP — «Borrowed Lives». 30 июня 2017 года он выпустил свой дебютный альбом «Better Places».

## Дискография

### Альбомы
| Название      | Детали                                             |
| ------------- | -------------------------------------------------- |
| Better Places | - Дата релиза: 30 июня 2017 - Лейбл: Potential Fun |

### Мини-альбомы
| Название       | Детали                                                    |
| -------------- | --------------------------------------------------------- |
| Borrowed Lives | - Дата релиза: 22 июля 2016 - Лейбл: Seeking Blue Records |

### Чартовые синглы
| Название | Год  | Пиковые позиции в чартах | Альбом           |
| Название | Год  | US Airplay               | Альбом           |
| -------- | ---- | ------------------------ | ---------------- |
| «Kuaga»  | 2015 | 38                       | Non-album single |

### Ремиксы
| Артист                               | Название                |
| ------------------------------------ | ----------------------- |
| Bo Diddley                           | «Can’t Judge»           |
| Echos                                | «All I Want»            |
| Pierce Fulton                        | «No More»               |
| Life of Dillon                       | «Overload»              |
| EDEN                                 | «Nocturne»              |
| Goldhouse                            | «FeelGood»              |
| Cash Cash                            | «Surrender»             |
| Above & Beyond featuring Alex Vargas | «Sticky Fingers»        |
| Tritonal featuring Phoebe Ryan       | «Now or Never»          |
| Dada Life                            | «Boing Clash Boom»      |
| Steve Aoki featuring Polina          | «Come With Me»          |
| Usher                                | «Scream»                |
| Felix Cartal                         | «Domo»                  |
| Rob & Jak featuring Emil             | «All My Love»           |
| Chuckie                              | «What Happens in Vegas» |
| Mync, Ron Carroll and Dan Castro     | «Don’t Be Afraid»       |
| Fabian Gray featuring Emanuele       | «When U Fall»           |

### Музыкальные видео
| Название                           | Год  | Режиссёр(ы)     |
| ---------------------------------- | ---- | --------------- |
| «Borrowed Lives» (featuring Nvdes) | 2016 | Rob Wadleigh    |
| «Kuaga (Live Version)»             | 2015 | Arthur Valverde |